# Phyllanthus distichus
Phyllanthus distichus är en emblikaväxtart som beskrevs av William Jackson Hooker och George Arnott Walker Arnott. Phyllanthus distichus ingår i släktet Phyllanthus och familjen emblikaväxter.
Artens utbredningsområde är Hawaii.

## Underarter
Arten delas in i följande underarter:
- P. d. degeneri
- P. d. distichus
- P. d. ellipticus

## Bildgalleri

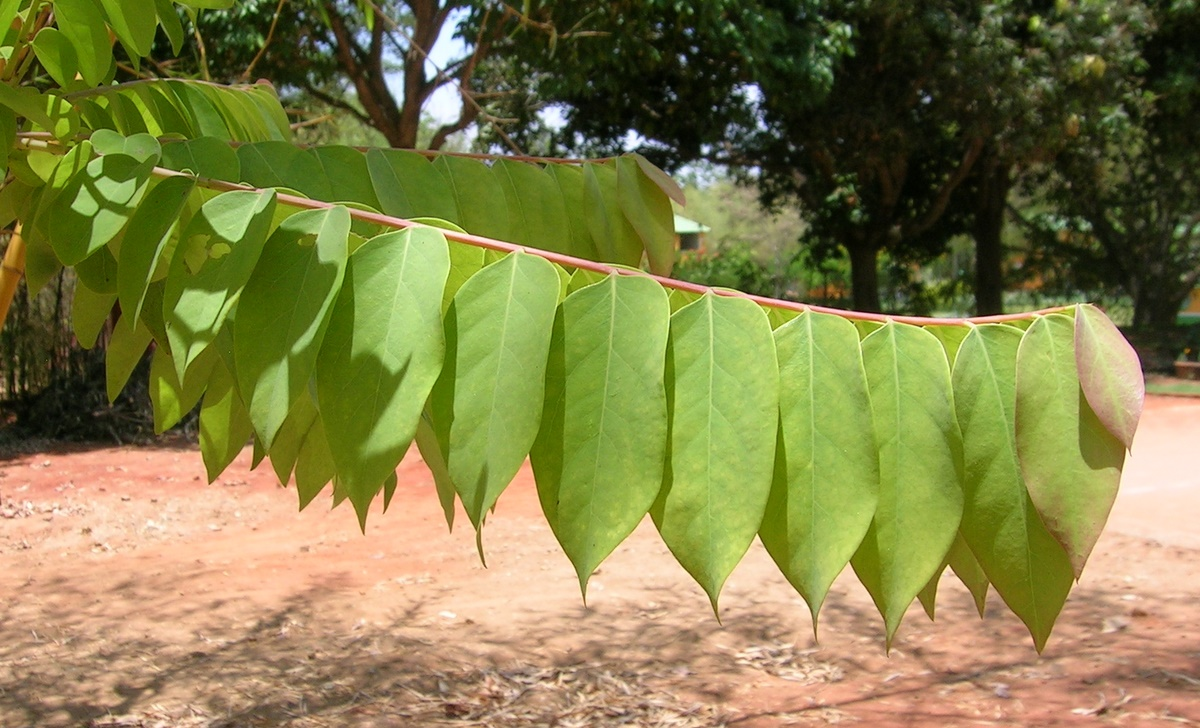
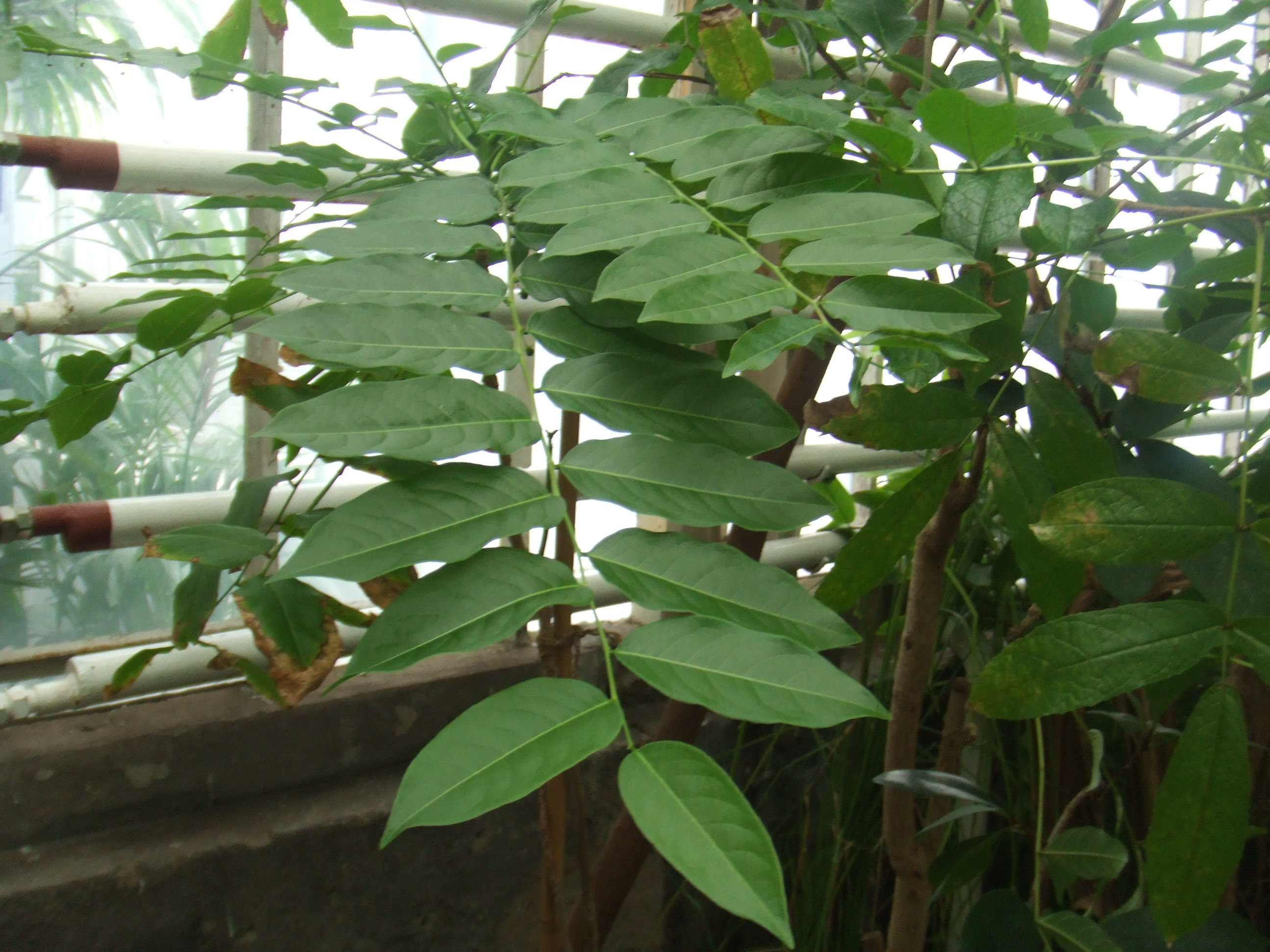
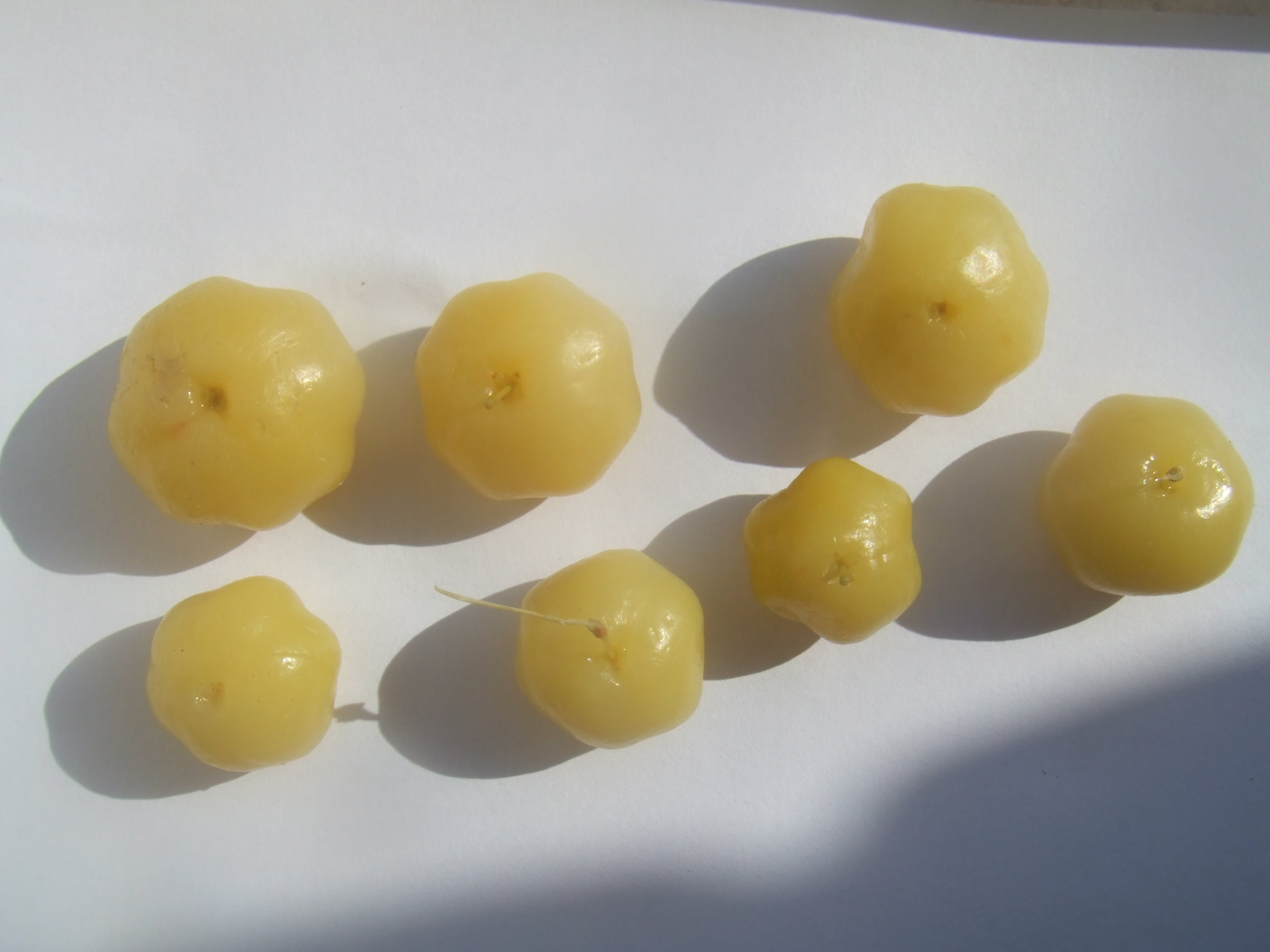
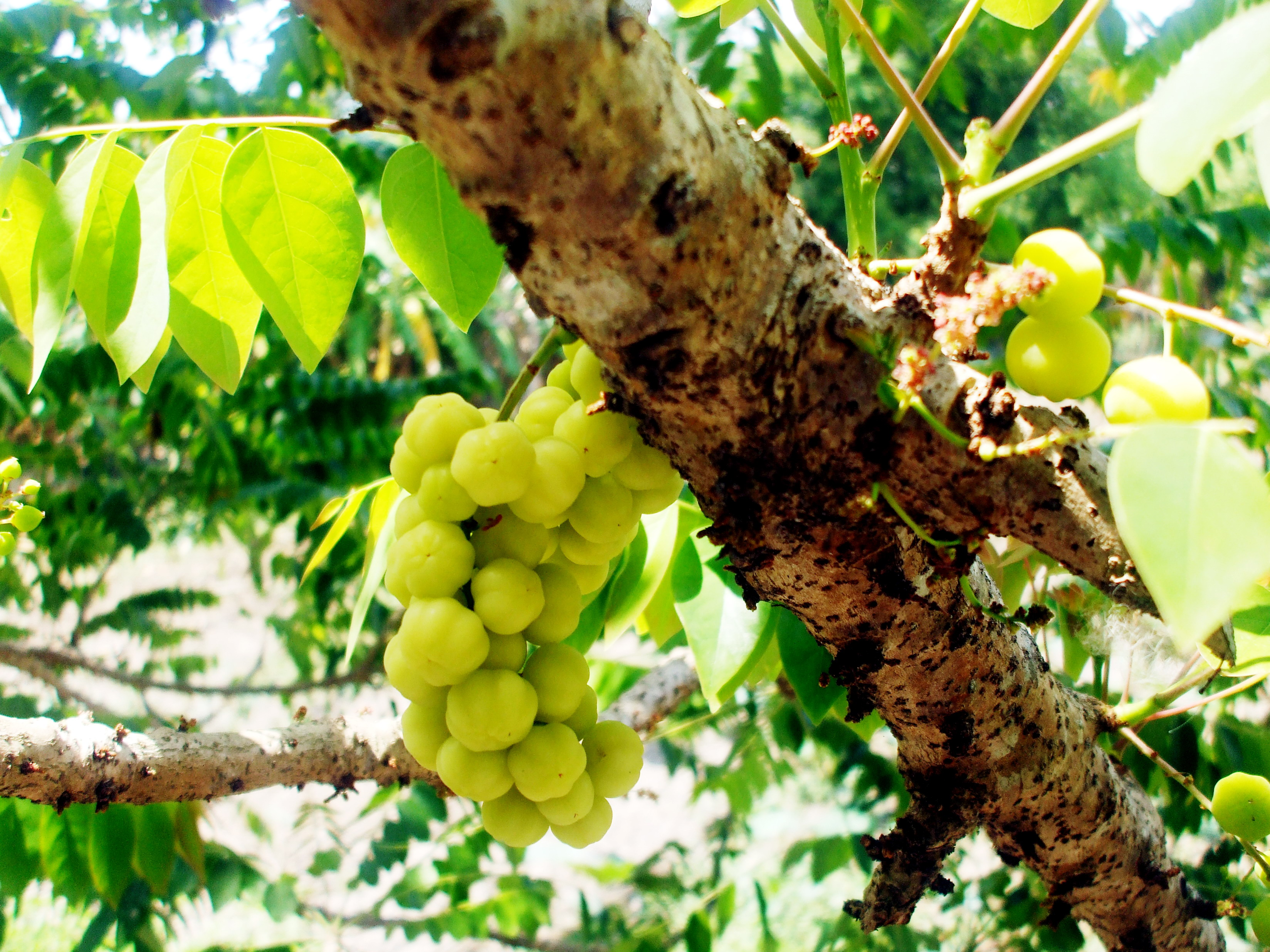